# Epikaste (Gattin des Klymenos)
Epikaste (altgriechisch Ἐπικάστη Epikástē) ist eine Person der griechischen Mythologie.
Sie ist die Gattin des Klymenos und hat mit diesem die Kinder Harpalyke, Idas und Theragros.

## Quelle
- Parthenios von Nicaea 13